# مات بيرن
مات بيرن (بالإنجليزية: Matt Byrne)‏ مواليد 8 أكتوبر 1974 في نوتنغهام، هو لاعب كرة سلة على الكراسي المتحركة من بريطانيا. يلعب مع فريق بولدوغز. شارك في الألعاب البارالمبية الصيفية 2004 في أثينا حيث حصل فريقه على المركز الثالث والألعاب البارالمبية الصيفية 2008 في بكين، وفي هذه الدورة حصل على الميدالية البرونزية مع فريقه. وشارك أيضاً في دورة الألعاب البارالمبية الصيفية 2012 في لندن.

## الحياة الشخصية
ولد بيرن في نوتنغهام عام 1974. وهو مصاب بمرض الشلل السفلي، وهذا يعني أن لديه ضعف في الحركة أو الحس في الأطراف السفلية. وكان قد عُرض عليه الانضمام إلى رياضة كرة السلة على الكراسي المتحركة أثناء إعادة تأهيله في المستشفى. وهو متزوج من آنا بيرن (معلمة في مدرسة لونغ إيتون).

## الحياة الرياضية

### بداياته
لعب بيرن أول مرة في رياضة كرة السلة على الكراسي المتحركة في عام 1991 عندما انضم إلى نادي شيفيلد ستيلرز لمدة خمس سنوات قبل أن ينتقل إلى نوتنغهام جاغوارز بالقرب من مكان مولده. ناديه الحالي، وولفرهامبتون رينوز فاز في الدوري الممتاز عدة مرات خلال فترة وجوده معه. استُدعي إلى منتخب بريطانيا العظمى الوطني في 2001.

### المشاركة الدولية
على المستوى الدولي شارك بيرن في بطولات موسم 2001/2002 الأوروبية في أمستردام، وهذه هي المرة الأولى التي يشارك في حدث دولي كبير. حصل مع منتخب المملكة المتحدة الوطني على المركز الرابع من الحصول على وسام. في عام 2002 حصل على الميدالية الفضية في بطولة العالم عام 2002 في كيتاكيوشو اليابانية. وحصل على الميدالية البرونزية في البطولة الأوروبية في ساساري عام 2003 بعد أن احتل فريقه المركز الثالث.
بعد الفوز بالميدالية البرونزية في دورة الألعاب البارالمبية الصيفية عام 2008 في بكين، فاز مع فريقه في العام التالي بالميدالية البرونزية في بطولة كأس الأمم الأوروبية في مدينة أضنة التركية. وفي عام 2011 فاز هو وفريقه بالميدالية الذهبية في بطولة أوروبا التي أقيمت في مدينة الناصرة شمال إسرائيل.